# 李显祖
李显祖（17世纪？—1675年），清朝初年将领，奉天铁岭（今辽宁省铁岭市）人，入籍正黄旗汉军，陕西提督李思忠第三子。

## 生平
父亲李思忠去世，李显祖袭爵一等阿思哈尼哈番兼拖沙喇哈番。清世祖赐名塞白理，授二等侍卫、甲喇额真。康熙初年，被任命为随征江南左路总兵官，康熙五年（1666年），改任广东水師提督。康熙八年，改任浙江提督。康熙十三年（1674年），耿精忠反清，从福建攻打浙江，他上疏请分兵援救台州（今浙江临海市），防备宁波。跟随贝子傅喇塔率军击退耿精忠部将曾养性。康熙十四年（1675年），在军中去世。乾隆初年，定封三等男。属正黄旗汉军诗人李鍇家族。